# Бордоська рідина

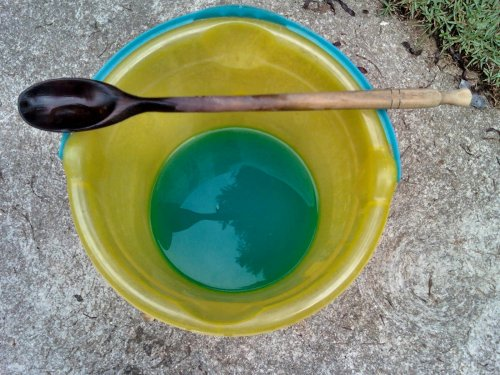
Готовий розчин бордоської рідини

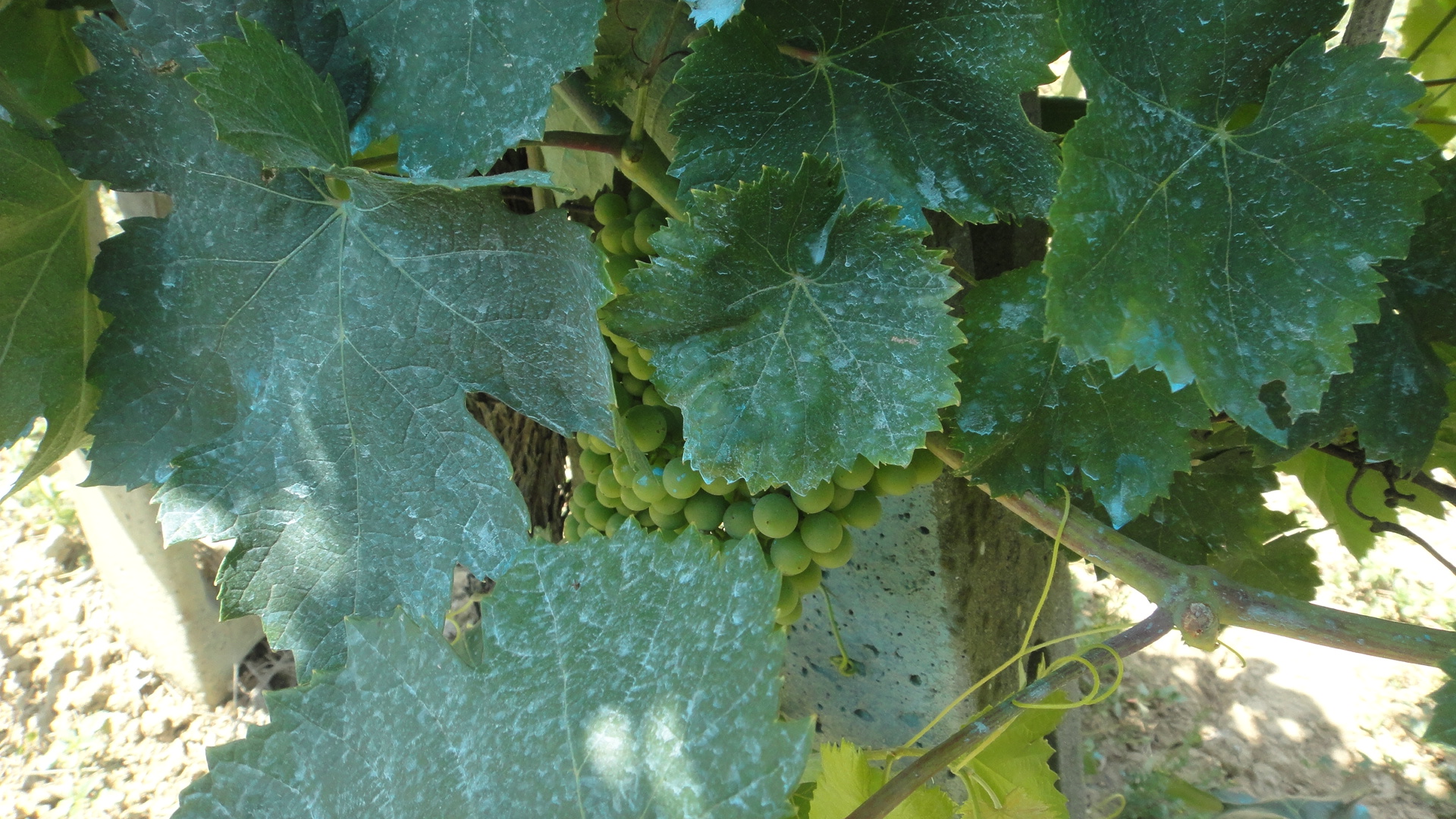
Листя винограду, оброблене розчином бордоської рідини

Бордо́ська рідина́ (фр. Bouillie bordelaise) — водний розчин сульфату міді (CuSO4) та вапна (Ca(OH)2), використовується як фунгіцид для виноградників, фруктових ферм та у садах, городах для профілактики грибкових зараженнь рослин. Розпилюється на рослини як профілактичний засіб; дієвий ефект розчину забезпечується контактом іонів міді з міцелієм гриба та сповільненням його росту, є малофективним для існуючого міцелію гриба всередині листків, куди розчин потрапити не може. Засіб був винайдений у регіоні Бордо Франції наприкінці 19 століття. При застосуванні у великих кількостях щорічно протягом багатьох років, то мідь стає забруднювачем. 
Застосовується проти парші яблуні та груші, мільдью винограду, фітофтори картоплі, антракнозу огірків та інших хвороб сільськогосподарських культур. 

## Виготовлення
Виготовляється з розчину мідного купоросу CuSO4 • 5Н2О і вапняного молока Са(ОН)2. Загальновживана концентрація бордоської рідини — 1%-на, для рослин з молодими листочками — 0,5%-на. При обприскуванні плодових дерев до розпускання бруньок використовують 3—4%-ну бордоської рідини на 1 га витрачають від 5 до 15 кг мідного купоросу і стільки ж вапна. Щоб запобігти опікам листя, вапно слід додавати в розчин до утворення слаболужної реакції. Для одночасної боротьби з шкідниками до бордоської рідини можна додавати паризьку зелень, арсенат кальцію, анабазин-сульфат або нікотин-сульфат.

## Основні способи застосування
Окрім використання для контролю грибкових інфекцій на виноградній лозі, суміш також широко застосовується для боротьби з фітофторозом картоплі, кучерявістю листя персика та паршею яблуні. Хоча вона може мати негативний вплив на довкілля, деякі прихильники органічного землеробства дозволяють її використання, тому в деяких частинах світу її часто застосовують органічні садівники.
Через накопичення іонів міді в ґрунті тривале застосування суміші може спричинити забруднення важкими металами. Мідь також біоакумулюється в організмах. Тому її використання підлягає контролю в 18 з 27 країн Європейського Союзу, за винятком Кіпру, Греції, Болгарії, Угорщини, Італії, Мальти, Португалії, Румунії та Словенії.